# 亞拉蕨
亞拉蕨（學名：Yarravia）是一屬已滅絕的維管植物，生存於早泥盆世。其化石主要被發現於澳大利亞維多利亞州，標本僅由一些不完整的無葉莖段組成，其中有些帶有形成孢子的器官或孢子囊。

## 特徵
亞拉蕨的莖直徑約2至2.5公釐。最長的部分長達7.5公分。目前未發現有分枝的莖段，莖的內部結構也沒有被保留下來。孢子囊著生於莖的末梢，由於所發現的樣本是被壓平的，因此其原始的外形並不清楚。但多達五至六個直立的細長孢子囊似乎為徑向排列於由莖加寬形成的基部上。

## 物種
- Yarravia oblonga W.H.Lang & Cookson (1935)[1]
- Yarravia subsphaerica .H.Lang & Cookson (1935)[1]
- Yarravia minor P. Danzé-Corsin (1956)[3]
- Yarravia gorelovii Ananiev (1960)[4]